# Pigmeus
|  | Per a altres significats, vegeu «Pigmeus (mitologia)». |

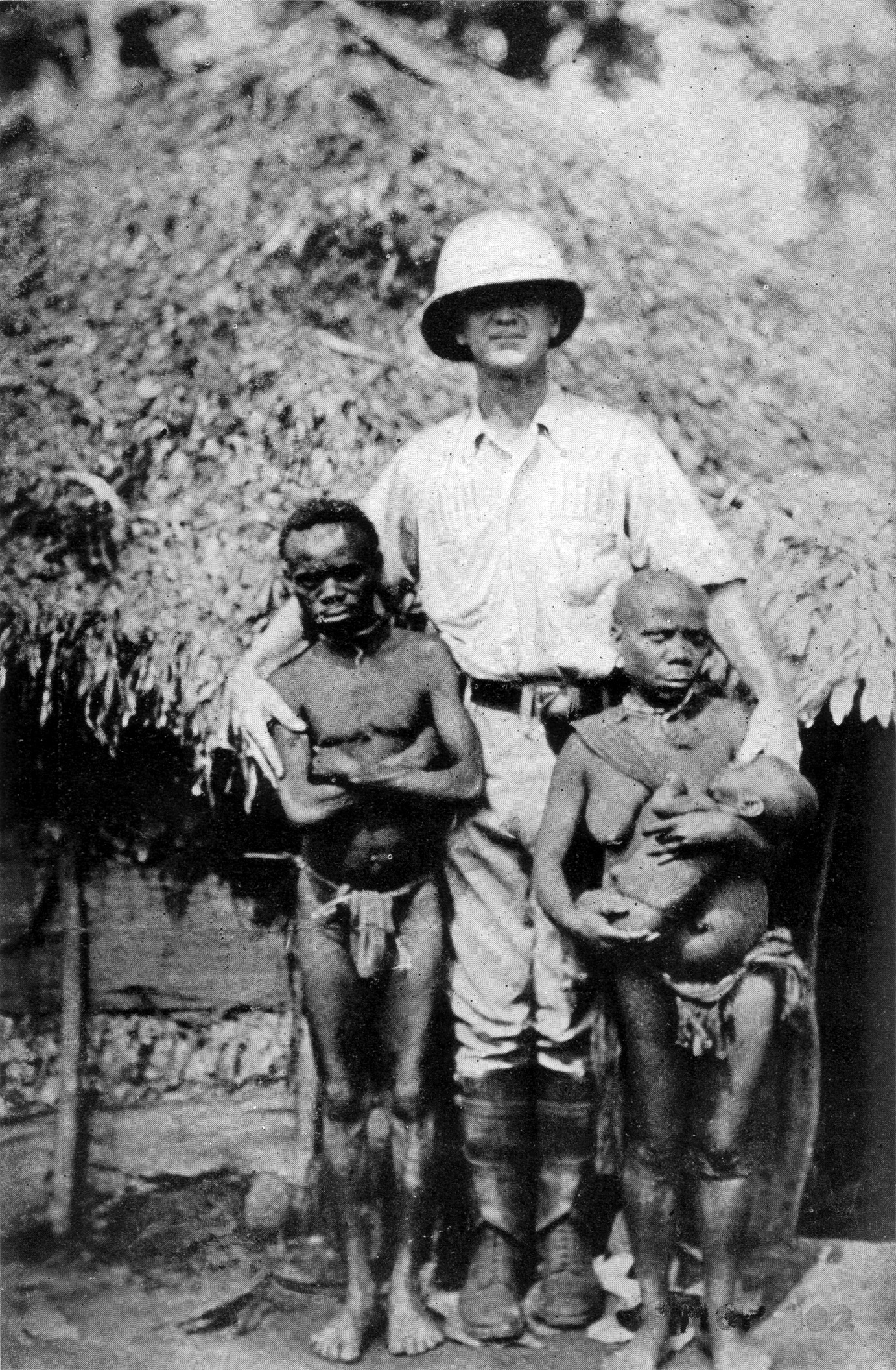
Pigmeus africans amb un explorador europeu.

Els pigmeus (del grec πυγμαιος, pygmaios, 'de mida petita') són una sèrie de grups humans caçadors-recol·lectors que viuen a les selves equatorials africanes i que es caracteritzen per la seva baixa alçada: els homes fan menys d'1,5 metres de mitjana. Són mesocèfals, tenen la pell bruna, cabells cresps," poca mandíbula prominent, "cap gros en relació amb la talla i llavis gruixuts però no eversos". Així i tot, ni genèticament ni lingüísticament no presenten diferències que els diferencien d'altres africans.
Els pigmeus estan situats al centre d'Àfrica (regió del Congo). De vegades es diu també pigmeus als aborígens de menor alçada del sud-est d'Àsia i altres regions. Els grups més estudiats són els mbuti de la selva d'Ituri a la República Democràtica del Congo, que van ser el tema d'un estudi de Colin Turnbull (The Forest People, 1962). Entre els altres grups africans hi ha els aka, baka, binga, efé, gok i twa.
Cacen amb xarxes, fletxes i javelines antílops, micos, porcs, aus i altres animals, recol·lecten fruites, tubercles i mel i a més practiquen intercanvis amb els pobles veïns i alguns treballen per a aquests veïns, dels qui en la majoria dels casos han adoptat l'idioma. Existeixen algunes paraules comunes per a les tribus pigmees africanes, fins i tot les més separades, la qual cosa indica que en el passat podrien haver tingut una llengua comuna. Una d'aquestes paraules és el nom de l'esperit de la selva, Jengi.
Les seves primeres referències històriques les recull Heròdot d'Halicarnàs en el seu llibre Euterpe, amb la rondalla d'Etearc.

## Distribució
Els pigmeus es troben a través de tota l'Àfrica central i en menor nombre al sud-est d'Àsia. Els grups més estudiats són els Mbuti, de la selva d'Ituri a la República Democràtica del Congo, que van ser el tema d'un estudi de Colin Turnbull.
Entre els altres grups africans, hi ha els aka, els baka, els binga, els efé i els twa. Majoritàriament són caçadors i recol·lectors i tenen en comú que menyspreen que siguin anomenats "pigmeus".

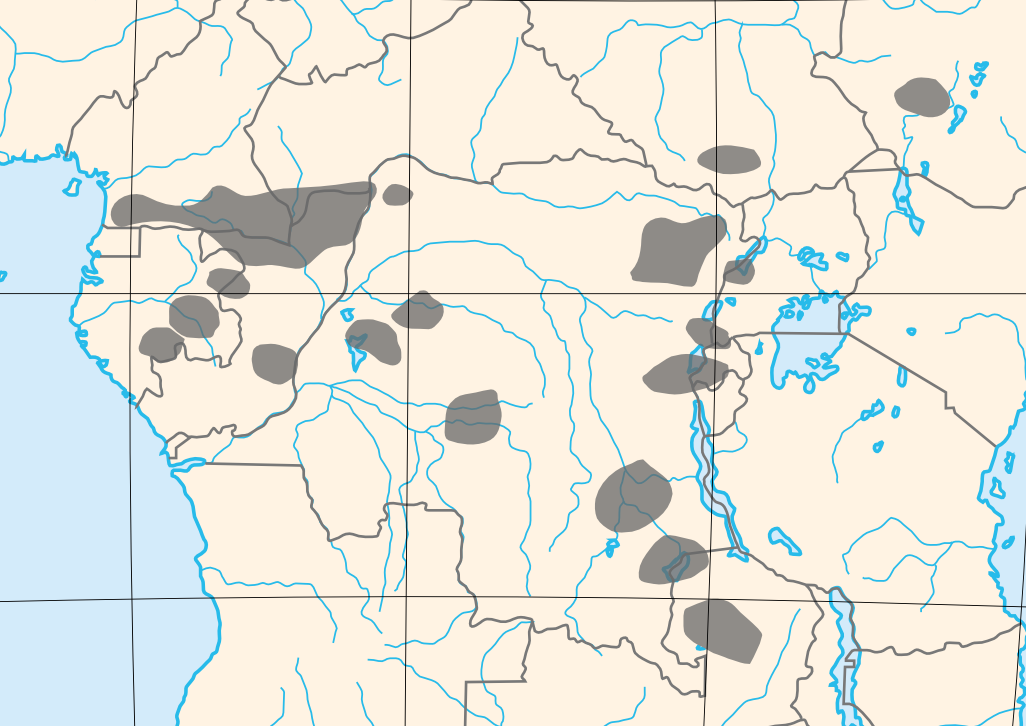
Ubicació dels pigmeus a l'Àfrica

Entre els grups asiàtics, hi ha els aeta de les Filipines, els semang de la península de Malàisia, els jarawa i altres nadius de les illes Andaman, que tenen el seu propi idioma aïllat.

## Origen
Després de proves genètiques, s'estima que van divergir dels altres grups africans molt antigament: fa 70.000 anys, adaptant-se a la vida a la selva equatorial africana. Aquesta seria la divergència humana més antiga després de la dels khoisan. Així mateix, la diferència entre els pigmeus de l'Est amb els de l'Oest seria d'uns 20.000 anys.

## Població
A la República del Congo s'estima que els pigmeus babongo i babinga constitueixen el 10 % de la població (uns 300.000) encara que no hi ha dades oficials que censin a la població indígena.
Les seves primeres referències com a civilització són esmentades en el llibre Euterpe d'Heròdot d'Halicarnàs amb la rondalla d'Etearc.

## Grups

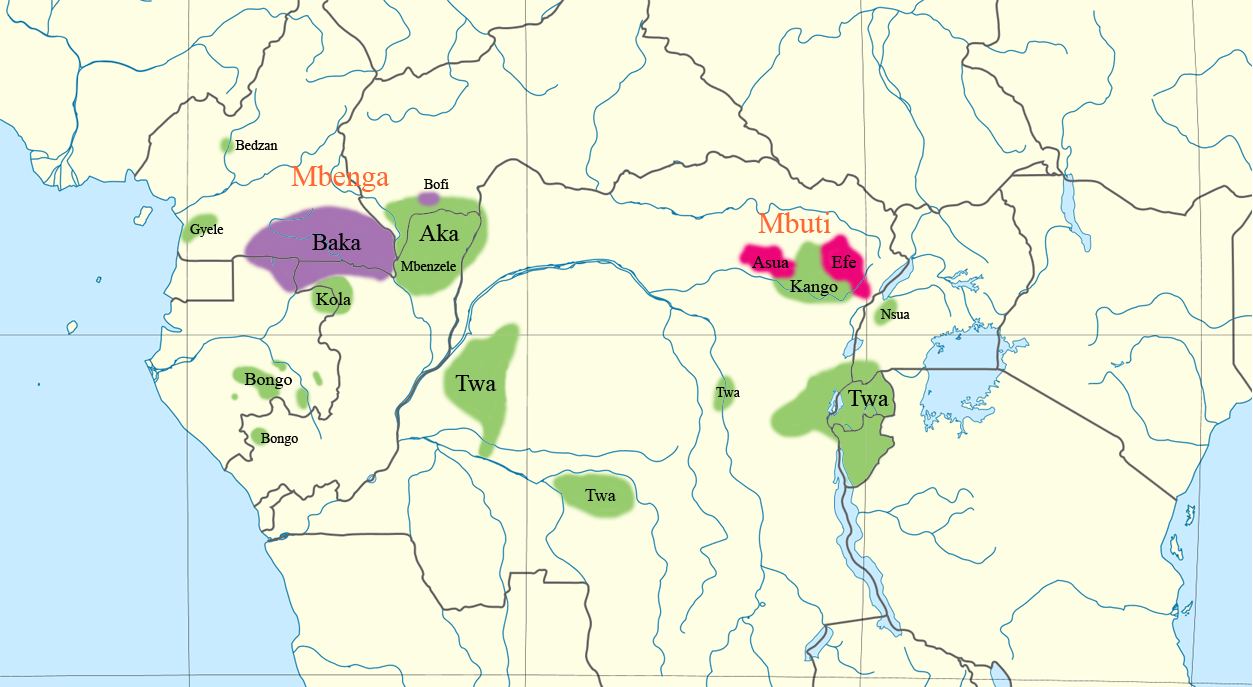
Ubicació dels pigmeus a l'Àfrica.

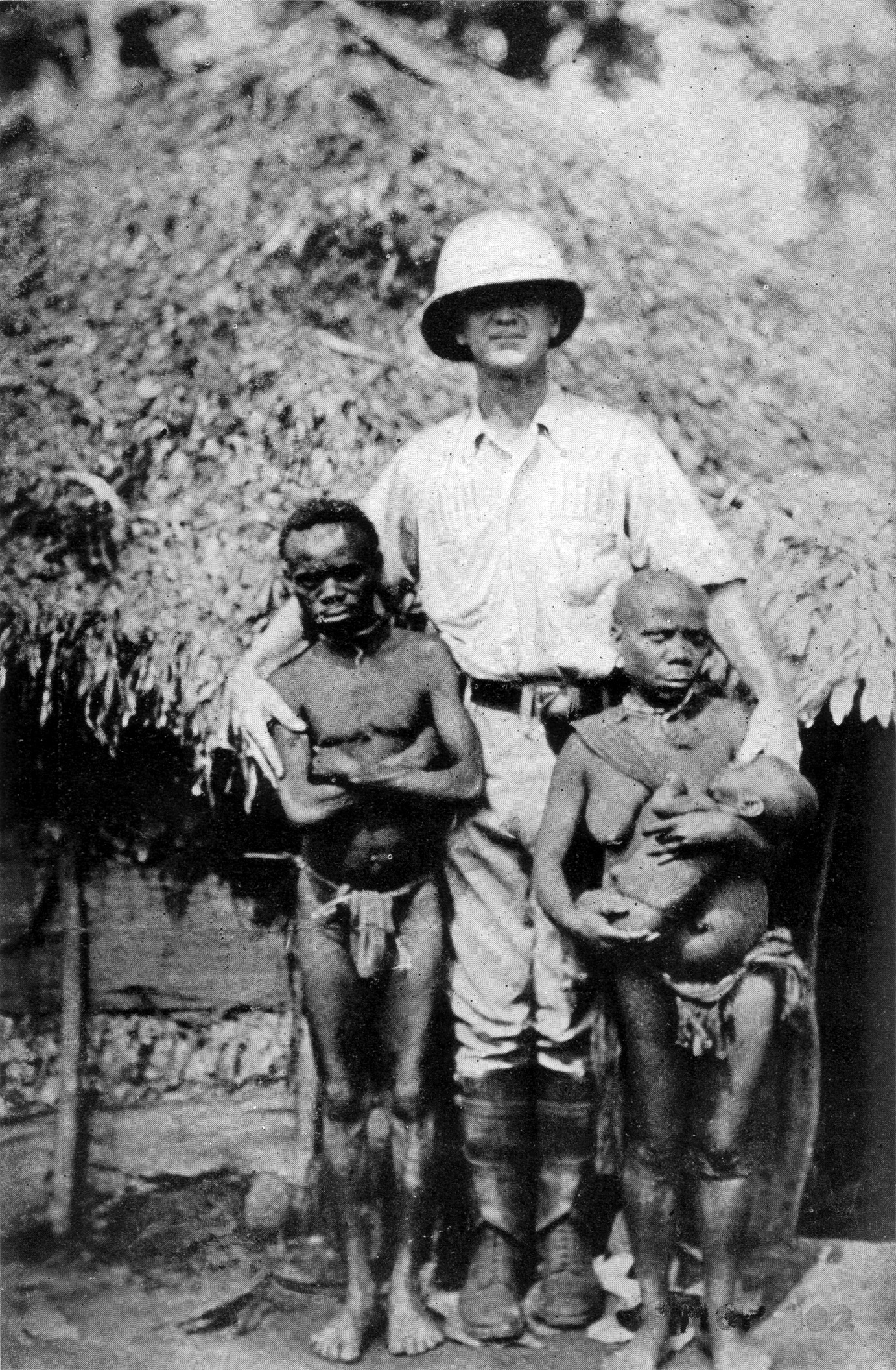
Pigmeus africans al costat d'un explorador europeu.

Els grups més coneguts són els pobles mbuti i twa cap a l'Est i els babinga i bongo cap a l'Oest, podent-se agrupar de la següent manera (accepcions en plural van en lletra cursiva):
- Binga/babinga o mbenga/bambenga: Es troben a l'Oest d'Àfrica central. Es creu que les diverses ètnies haurien tingut antigament una llengua comuna (anomenada "baakaa") a causa de la parcial coincidència en el vocabulari relatiu a la caça i la recol·lecció.[9]
- Aka/biaka: Anomenats també yaka/bayaka, yaga/bayaga, beká, yakwa, yakpa, etc. situats a la República del Congo i a la República Centreafricana i parlen llengües bantus relacionades amb l'idioma lingala.
  - Mbenzelé/babenzelé (Aka de l'Oest)
  - Basese (Aka de l'Est)
- Baka/bibaya: Es troben al Camerun, Gabon, República del Congo i República Centreafricana, parlen llengües ubangi de tipus ngbaka.
  - Baka pròpiament
  - Ganzi
  - Gundi o ngondi
- Gyele/bagyeli, Kola/bakola, bako, likoya, se situen al Sud del Camerun i parlen llengües bantus com el Ngoumba, del tipus Makaa-Njem.
- Koya/bakoya: Viuen a la República del Congo i a la frontera amb el Gabon. L'idioma koya és una llengua bantu relacionada amb l'ungom.[10]
- Bedzan o medzan: Són del Camerun central i el seu idioma és bantoide no-bantu.
  - Bedzan pròpiament
  - Tikar
- Bongo/babongo: Molts assentaments aïllats i dispersos del Gabon i part de la República del Congo. Parlen llengües bantus. Malgrat la proximitat geogràfica amb els pobles binga, no tenen amb ells una relació genèticament propera.[7]
- Tsogho: Són el grup bongo més nombrós (1.400).
- Teke
- Kaningi
- Mbuti/bambuti: Habiten cap a l'Est d'Àfrica central, especialment a la selva d'Ituri. Són ètnies veïnes culturalment homogènies però lingüísticament heterogènies.
- Efé: A l'Est de la República Democràtica del Congo i a Uganda, parlen llengües nilo-saharianes relacionades amb els mangbetu.
- Sua: O kango, situats en una àrea entre els efé i els asua. Parlen llengües bantus relacionades amb els budu/babudu.
- Asua o asoa: Es troben al Nord de la República Democràtica del Congo i parlen llengües nilo-saharianes.
- Mbuti pròpiament, parlen la llengua bantu dels bila/(babila).
- Chua/wochua, cwa o tchua/batchua. Estan al Centre i Sud de la República Democràtica del Congo i parlen llengües bantus.
- Twa/watwa o Tw /batwa. Són de Ruanda, Uganda, Burundi i Congo i parlen els idiomes bantus Kinyarwanda i Kirundi. Hi ha petits grups de batwa dipersos a Angola no estudiats.

### Altres grups
Si bé antropològicament s'usa el terme pigmeu per referir-se únicament als nadius caçadors-recol·lectors de l'Àfrica Central, l'ús popular estén ocasionalment el seu significat a altres poblacions d'aspecte físic semblant per la seva baixa alçada i pell fosca. No obstant això, no hi ha entre ells major relació cultural, geogràfica, lingüística ni proximitat genètica. Aquests pobles serien:
- Alguns pobles khoisan del Kalahari.
- Negritos: Diversos grups del Sud-est asiàtic.
- Aeta de les Filipines.
- Semang de la Península Malaia.
- Jarawa i altres nadius de les illes Andaman, que parlen el seu propi idioma aïllat.
- Algunes ètnies papús de les muntanyes de Papua Nova Guinea.
- Barrineans: Aborígens australians del Nord.
- Rampasasa de l'Illa de Flores
- T'rung: Tribu tibeto-birmana de l'est del Tibet de raça oriental.
- Maraca: Indígenes de la serralada del Perija a Colòmbia.[11]

## Cultura

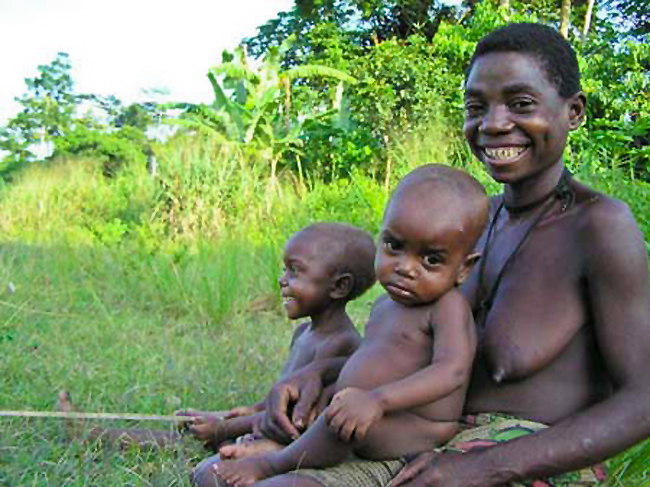
Dona pigmea i els seus fills, República Democràtica del Congo.

Amb xarxes i fletxes, cacen antílops, micos, mones, granotes, porcs, ocells i altres animals; recullen fruita, tubercles i mel, i també practiquen barates amb els pobles veïns. Alguns treballen per a aquests veïns de qui, en la majoria dels casos, han adoptat l'idioma. Existeixen algunes paraules comunes que fan servir totes les tribus pigmees africanes, fins i tot les més allunyades, cosa que indica que antigament podrien haver tingut una llengua comuna. Una d'aquestes paraules és jengi, que designa l'esperit de la selva.

### Música
Els pigmeus africans són particularment coneguts per la seva música vocal, habitualment caracteritzada per una improvisació comuna que genera un dens contrapunt. Simha Aron diu que el grau de complexitat polifònica de la música dels pigmeus a Europa no va ser assolida fins al segle xiv, tot i que la cultura pigmea no té l'escriptura i és molt antiga; alguns grups pigmeus constitueixen les primeres cultures conegudes a moltes zones d'Àfrica. La música és part de la vida diària i hi ha cançons per a totes les activitats quotidianes, com l'entreteniment, esdeveniments diversos i activitats específiques.
Formalment, les peces musicals presenten una estructura de quatre parts, com a màxim, i poden ser descrites com un ostinato amb variacions i són similars a una passacaglia. De fet, estan basades en la repetició de períodes de la mateixa durada que cada cantant subdivideix usant diferents valors rítmics concrets, amb diferents repertoris de cançons. Aquest interessant cas etnomusicològic crea un discurs musical de variacions sense fi, en què no solament es repeteix el mateix període, sinó la mateixa peça de música. Com en el cas d'alguns gamelan de Bali, aquests patrons estan basats en un superpatró. Els pigmeus mateixos no aprenen la seva música o hi pensen dins un marc teòric, sinó que l'aprenen en créixer per immersió cultural.

#### Iòdel i polifonia
Hi ha una relació directa entre l'ús de polifonia i de iòdel, amb l'associació amb altres pobles africans no pigmeus grangers i agricultors; pel que els pigmeus poden classificar-se artísticament en dos grups:
- Pigmeus del Nord: Usen iòdel i polifonia i la seva associació amb agricultors i grangers ha estat recent, com per exemple: Baka, aka, asua, sua i efé.
- Pigmeus del Sud: No usen iòdel ni polifonia i la seva associació amb agricultors i grangers ha estat llarga i estable, com per exemple: Twa, chua, bongo, koya, kola i medzan.

## Al·legacions de genocidi
El 2003, Sinafasi Makelo, un representant dels pigmeus mbuti, va explicar al Fòrum de Pobles Indígenes de l'ONU que durant la guerra civil del Congo el seu poble havia estat caçat i menjat com si fossin animals salvatges. A la província veïna de Kivu Nord es van donar casos de canibalisme comès per un grup conegut com “Els effaceurs” (“els esborradors”) que volien eliminar a tota la gent per obrir el territori a l'explotació minera. Els dos bàndols de la guerra els consideraven “subhumans” i alguns deien que la seva carn podia conferir poders màgics. Makelo va demanar al Consell de Seguretat de les Nacions Unides que reconegués el canibalisme com un crim contra la humanitat i com un acte de genocidi. Segons el Grup Internacional de Drets de Minories hi ha proves extenses de matances massives, canibalisme i violència contra les dones pigmees, i aquesta organització ha instat amb insistència a la Cort Penal Internacional a investigar una campanya d'exterminació contra els pigmeus. Encara que han estat atacats pràcticament per tots els grups armats, molta de la violència contra els pigmeus és atribuïda al rebel Moviment per a l'Alliberament del Congo, que és part del govern de transició i que encara controla moltes parts del nord, i els seus aliats.

## Esclavitud
A la República del Congo, on els pigmeus representen el 10 % de la població, molts viuen com a esclaus d'amos bantus. La nació està profundament estratificada entre aquests grups ètnics, els majors del país. Encara que els pigmeus són els principals responsables de la caça, pesca i del treball manual a les comunitats de la selva, tant pigmeus com bantus diuen que se'ls paga segons el caprici de l'amo: amb cigarrets, roba usada o fins i tot gens. Com a resultat de la pressió d'UNICEF i activistes de drets humans, una llei que garanteixi una protecció especial als pigmeus està ara esperant el vot del parlament.

## Discriminació sistemàtica
Raja James Sheshardi de l'American University va dur a terme un estudi sobre els pigmeus d'Àfrica i va concloure que la desforestació havia afectat greument a la seva vida quotidiana. Avui dia la cultura pigmea està amenaçada per les forces del canvi polític i econòmic. Recentment això s'ha fet visible en el conflicte obert pels recursos de la selva tropical, una batalla que els pigmeus estan perdent.
Històricament els pigmeus sempre han estat considerats inferiors per les autoritats colonials i els pobles bantus que viuen a les ciutats. Això ha produït una discriminació atroç. Un exemple d'això es va produir quan les autoritats colonials belgues van capturar a nens pigmeus i els van enviar a parcs zoològics de tot Europa, i fins i tot a l'exposició internacional dels Estats Units el 1907. Moltes vegades els pigmeus són expulsats i fan els treballs pitjor pagats. Molts estats africans no consideren als pigmeus com a ciutadans i els neguen carnets d'identitat, títols de propietat, assistència sanitària i educació adequada. La política dels governs i les corporacions multinacionals involucrades en la desforestació massiva han agreujat aquest problema, perquè han expulsat als pigmeus de la seva terra ancestral i moltes vegades els han traslladat a pobles i ciutats on moltes vegades estan marginats, empobrits i brutalitzats. Allà treballen en ocupacions ocasionals o en granges comercials. Una de les conseqüències més dramàtiques d'aquesta migració a les ciutats ha estat l'increment de la taxa de VIH/SIDA entre els pigmeus. Estudis realitzats al Camerun i la República Democràtica del Congo durant els anys 1980 i 1990 van mostrar una preponderància més baixa de VIH/SIDA entre poblacions pigmees que entre poblacions veïnes, però últimament ha augmentat. Un estudi va esbrinar que la preponderància de VIH entre els pigmeus baka a l'est del Camerun ha augmentat d'un 0,7 % el 1993 a un 4 % el 2003.
L'explotació sexual de dones indígenes s'ha convertit en un fet comú. La tala ha reforçat el sexe comercial, perquè moltes vegades viuen grups grans de treballadors en campaments a prop de comunitats pigmees. Hi ha una creença bastant comuna en aquesta part d'Àfrica que diu que tenir sexe amb una dona pigmea té el poder de netejar a l'home de VIH/SIDA. Aquest mite exposa a aquestes dones a un risc gran.
Malgrat aquests riscos, en general les poblacions pigmees tenen poc accés a serveis sanitaris i informació sobre el VIH/SIDA. Segons fpcn-global.org, el 2006 la revista mèdica britànica The Lancet va publicar un estudi que va mostrar que els twa tenien sistemàticament menys accés a l'assistència sanitària que comunitats veïnes. Segons aquest informe, fins i tot on existeixen instal·lacions sanitàries, molts no acudeixen a elles, perquè no poden pagar les consultes i medicines, no tenen els documents o carnets d'identitat que necessiten per viatjar o per obtenir tractament en un hospital o estan sotmesos a un tractament humiliant i discriminatori.
Avui dia encara viuen uns 500.000 pigmeus a la selva tropical d'Àfrica Central. Aquesta població està disminuint ràpidament, perquè la pobresa, el matrimoni amb els bantus, la occidentalització i la desforestació destrueixen la seva forma de vida, cultura i identitat ètnica.